# Kaapo Kähkönen
Kaapo Kähkönen (* 16. August 1996 in Helsinki) ist ein finnischer Eishockeytorwart, der seit März 2025 bei den Florida Panthers in der National Hockey League unter Vertrag steht und parallel für deren Farmteam, die Charlotte Checkers, in der American Hockey League zum Einsatz kommt. Zuvor verbrachte er knapp vier Jahre in der Organisation der Minnesota Wild und spielte kurzzeitig für die San Jose Sharks, New Jersey Devils und Colorado Avalanche.

## Karriere
Kaapo Kähkönen wurde in Helsinki geboren und spielte ab 2011 in der Nachwuchsabteilung der Espoo Blues im benachbarten Espoo. Für deren U20-Junioren lief er von 2012 bis 2014 in der Nuorten SM-liiga auf, der ranghöchsten Juniorenliga Finnlands, und wurde in dieser Zeit sowohl im KHL Junior Draft 2013 an 53. Position von Barys Astana sowie im Jahr darauf im NHL Entry Draft 2014 an 109. Stelle von den Minnesota Wild ausgewählt. Seine erste Profisaison bestritt der Finne anschließend auf Leihbasis für TuTo Hockey in der zweitklassigen Mestis, wo er in 47 Partien einen Gegentorschnitt von 2,11 sowie eine Fangquote von 92,5 % verzeichnete und diese Werte in den Playoffs auf 1,95 sowie 93,4 % steigerte. Infolgedessen zeichnete man ihn am Ende der Spielzeit sowohl als besten Torhüter wie auch als Rookie des Jahres aus. Anschließend etablierte sich der Torwart im Aufgebot der Espoo Blues und bestritt in der Saison 2015/16 seine ersten 27 Partien in der Liiga, von denen er jedoch nur sechs gewinnen konnte. Auch die Mannschaft insgesamt enttäuschte und beendete das Jahr auf dem letzten Tabellenplatz. In der Folge wechselte Kähkönen innerhalb der Liga zu Lukko Rauma, wo er die folgenden zwei Jahre als Stammtorwart fungierte und jeweils Fangquoten von über 92 % erreichte. Darüber hinaus führte er die gesamte Liga in der Spielzeit 2017/18 mit sechs Shutouts an.
Im Mai 2018 statteten ihn schließlich die Minnesota Wild mit einem Einstiegsvertrag aus und setzten ihn vorerst erwartungsgemäß bei ihrem Farmteam ein, den Iowa Wild aus der American Hockey League (AHL). In Iowa knüpfte er in der Saison 2019/20 an seine vorherigen Leistungen an, so gelangen ihm mit 25 Siegen und sieben Shutouts mehr als jedem anderen Torhüter, während er auch mit einem Gegentorschnitt von 2,07 und einer Fangquote von 92,7 % überdurchschnittliche Statistiken erreichte. Am Ende der aufgrund der Corona-Pandemie verkürzten Spielzeit zeichnete man ihn mit dem Aldege „Baz“ Bastien Memorial Award als besten Torhüter der Liga aus und berief ihn darüber hinaus ins AHL First All-Star Team. Parallel dazu hatte er im November und Dezember 2019 seine ersten fünf Partien für Minnesota in der National Hockey League (NHL) bestritten, ehe er sich zur Saison 2020/21 nach dem Abgang von Devan Dubnyk auch in deren NHL-Kader etablierte.
Nach etwa dreieinhalb Jahren in Minnesota wurde der Finne zur Trade Deadline im März 2022 samt einem Fünftrunden-Wahlrecht im NHL Entry Draft 2022 an die San Jose Sharks abgegeben. Im Gegenzug wechselte Jacob Middleton zu den Wild, die am gleichen Tage Marc-André Fleury von den Chicago Blackhawks verpflichtet hatten. Nach zwei Jahren in San Jose wiederum wurde der Finne im März 2024 zu den New Jersey Devils transferiert, während im Gegenzug Vítek Vaněček samt einem Siebtrunden-Wahlrecht im NHL Entry Draft 2025 zu den Sharks wechselte. In New Jersey beendete er die Saison 2023/24 und wechselte anschließend im Juli 2024 als Free Agent zu den Winnipeg Jets. Als diese ihn jedoch zu Beginn der Spielzeit 2024/25 über den Waiver in die AHL schicken wollten, übernahm die Colorado Avalanche seinen Vertrag. In gleicher Art und Weise kehrte er nur einen Monat später zu den Winnipeg Jets zurück. Dort kam er bis März 2025 nur in der AHL zum Einsatz, bei den Manitoba Moose, bevor er im Tausch für Chris Driedger zu den Florida Panthers transferiert wurde. Mit dem Farmteam der Panthers, den Charlotte Checkers, erreichte er in den AHL-Playoffs 2025 das Endspiel um den Calder Cup, unterlag dort allerdings den Abbotsford Canucks.

### International
Kähkönen nahm auf U17- und U18-Niveau an zahlreichen Turnieren teil, darunter die Olympischen Jugend-Winterspielen 2012 sowie das Europäische Olympische Winter-Jugendfestival 2013, bei denen die finnische Auswahl jeweils die Goldmedaille gewann. Beim Gewinn der Bronzemedaille bei der U18-Weltmeisterschaft 2013 blieb er ohne Einsatz, während man die World U-17 Hockey Challenge 2013 auf dem siebten sowie das Ivan Hlinka Memorial Tournament 2013 auf dem fünften Platz beendete. Nach einem sechsten Rang bei der U18-Weltmeisterschaft 2014 wurde der Torwart für die U20-Weltmeisterschaft 2016 auch ins Aufgebot der U20-Nationalmannschaft Finnlands berufen. Dort teilte er sich bei jeweils vier Partien die Einsatzzeit mit Veini Vehviläinen, den er während der Viertelfinal-Partie gegen Kanada ablöste und in der Folge auch bis zum Gewinn der Goldmedaille im Endspiel gegen Russland das finnische Tor hütete.

## Erfolge und Auszeichnungen
| - 2015 Bester Torhüter der Mestis - 2015 Rookie des Jahres der Mestis - 2019 Teilnahme am AHL All-Star Classic | - 2020 Aldege „Baz“ Bastien Memorial Award - 2020 AHL First All-Star Team |

### International
- 2012 Goldmedaille bei den Olympischen Jugend-Winterspielen
- 2013 Goldmedaille beim Europäischen Olympischen Winter-Jugendfestival
- 2013 Bronzemedaille bei der U18-Weltmeisterschaft
- 2016 Goldmedaille bei der U20-Weltmeisterschaft

## Karrierestatistik
Stand: Ende der Saison 2024/25

### International
Vertrat Finnland bei:
| - Olympischen Jugend-Winterspielen 2012 - World U-17 Hockey Challenge 2013 - Europäischen Olympischen Winter-Jugendfestival 2013 - U18-Weltmeisterschaft 2013 | - Ivan Hlinka Memorial Tournament 2013 - U18-Weltmeisterschaft 2014 - U20-Weltmeisterschaft 2016 |

(Legende zur Torhüterstatistik: GP oder Sp = Spiele insgesamt; W oder S = Siege; L oder N = Niederlagen; T oder U oder OT = Unentschieden oder Overtime- bzw. Shootout-Niederlage; Min. = Minuten; SOG oder SaT = Schüsse aufs Tor; GA oder GT = Gegentore; SO = Shutouts; GAA oder GTS = Gegentorschnitt; Sv% oder SVS% = Fangquote; EN = Empty Net Goal; 1 Play-downs/Relegation; Kursiv: Statistik nicht vollständig)